# 卡洛斯·帕雷德斯
卡洛斯·帕雷德斯（西班牙語：Carlos Paredes，1976年7月16日—），生于阿森松，巴拉圭男子足球运动员，司职中场。他曾代表巴拉圭国家队参加1998年、2002年和2006年国际足联世界杯。